# HD 27894 b
HD 27894 – planeta pozasłoneczna typu gazowy gigant obiegająca gwiazdę HD 27894. Jej masa wynosi co najmniej 0,62 masy Jowisza. Okrąża gwiazdę w około 18 dni w średniej odległości 0,122 j.a.